# Lindab
Lindab AB er en svensk producent af ventilationsløsninger samt løsninger til tag og facade. Virksomheden blev etableret i 1959 under navnet AB Lidhults Plåtindustri. I 1965 begynde de at fremstille ventilationsprodukter. Lindab blev i 2006 børsnoteret på Stockholmsbörsen. De har hovedkvarter i Grevie. Lindab har ca. 5.000 ansatte.

## Danmark
Lindab A/S er koncernens danske datterselskab med hovedkvarter i Haderslev og 10 afdelinger i Danmark. De omsætter for ca. 1 mia. danske kroner og har ca. 500 ansatte. Selskabet blev etableret af Lindab i 1971.